# Oscar Werner (politiker)
Oscar Emanuel Werner (i riksdagen kallad Werner i Höjen), född 5 februari 1889 i Sunne, Värmlands län, död där 28 oktober 1970, var en svensk riksdagspolitiker (Bondeförbundet).
Oscar Werner var son till hemmansägaren Per Werner och Inga Maria Persson. Efter fadern övertog han 1919 en gård som i två generationer varit i släktens ägo. Samtidigt som han med eget arbete förbättrade och utvidgade jordbruket, ägnade han mycket tid åt självstudier, logearbete inom nykterhetsrörelsen samt kommunala förtroendeuppdrag. I Werners hem bildades 1919 en sockenförening av Bondeförbundet. I denna var han från 1922 ett 20-tal år ordförande. Han blev landstingsman 1926, ledamot i hushållningssällskapets förvaltningsutskott 1933 och ordförande i vägstämma 1936. Werner var ledamot av riksdagens andra kammare 1933–1949 och av första kammaren 1950–1957 och tillhörde bland annat 1935 års folkpensionsutskott och från 1944 första lagutskottet. Som sakkunnig tillhörde han 1936 års kommunalskatteberedning och 1948 års kommitté angående folklig musikutbildning. Från 1945 var han ledamot av lagberedningens rådgivande nämnd. Werner, som från 1933 var ledamot av Bondeförbundets förtroenderåd uppträdde som flitig motionär till jordbrukets främjande. Bland annat var det efter motion av Werner, som det så kallade skogsbygdsanslaget för Norrland 1937 utsträcktes även till Värmland.